# 존 가랑
존 가랑 데 마비오르(영어: John Garang de Mabior, 1945년 6월 23일~2005년 7월 30일)는 수단의 군인, 정치가로 남수단 지역에서 수단인민해방군을 결성해 제2차 수단 내전 때부터 사망 전까지 최고 사령관을 지냈다. 
2005년 수단의 제1부통령으로 임명되었고 남수단 자치 정부의 대통령으로 취임했으나 같은 해 헬리콥터 추락 사고로 사망하였다.

## 사진

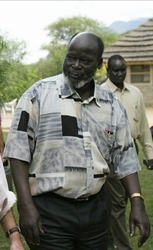
존 가랑
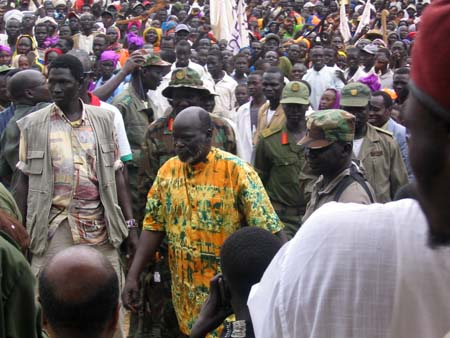
지지자들에게 둘러 쌓여있는 존 가랑

## 같이 보기
- 제1차 수단 내전
- 제2차 수단 내전